# Tour des Flandres 2016
La 100e édition du Tour des Flandres a eu lieu le 3 avril 2016. C'est la huitième épreuve de l'UCI World Tour 2016. C'est également le deuxième des cinq monuments cyclistes de la saison.
L'épreuve a été remportée en solitaire par le Slovaque Peter Sagan (Tinkoff) qui s'impose 25 secondes devant le Suisse Fabian Cancellara (Trek-Segafredo) et 28 secondes devant le Belge Sep Vanmarcke (Lotto NL-Jumbo).

## Présentation
Ce Tour des Flandres est la troisième des quatre classiques flandriennes inscrites à l'UCI World Tour ainsi que le deuxième monument après Milan-San Remo. La course se déroule une semaine après Gand-Wevelgem et une semaine avant Paris-Roubaix. Elle commence à Bruges et se termine à Audenarde. La distance totale est de 255 km, avec dix-huit monts et sept secteurs pavés. Le Tour des Flandres est organisé par Flanders Classics.

### Parcours

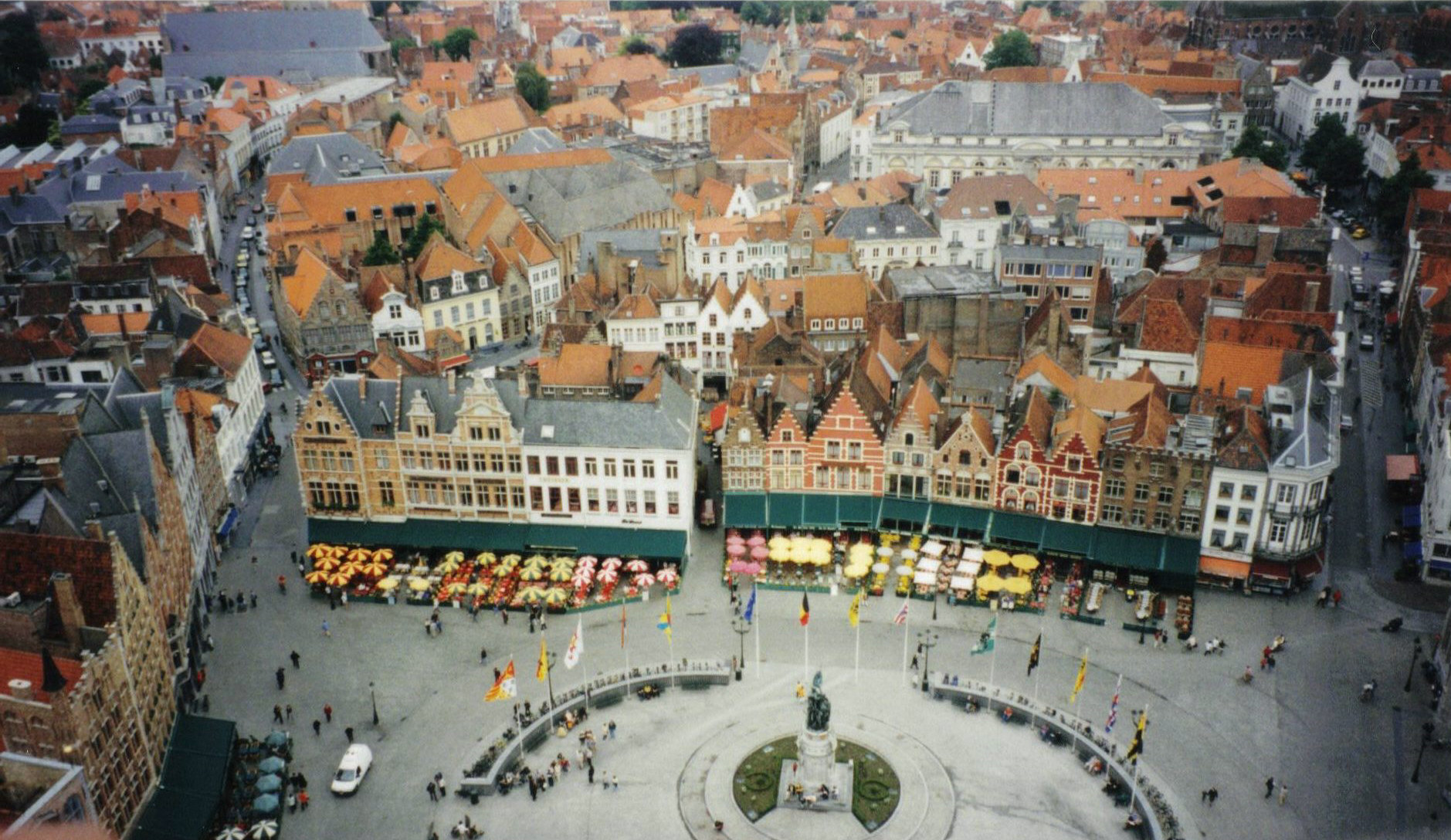
Grand-Place de Bruges, lieu de départ de cette centième édition du Tour des Flandres.

Le parcours a été dévoilé le 29 novembre 2015 à l'aéroport de Bruxelles. Avec 255 km, il s'agit de la distance la plus courte depuis l'édition 2007. Il est très similaire à celui de l'année précédente. Le départ est donné depuis la Grand-Place de Bruges. Le parcours se dirige vers le sud jusqu'à Torhout, lieu de naissance du créateur de la course Karel Van Wijnendaele, puis vers Roulers et Tielt.
La course entre en Flandre-Orientale à Zulte puis continue plus au sud-est à Kruishoutem et Audenarde entrant alors dans la partie vallonnée du parcours : les Ardennes flamandes. Le parcours emprunte trois fois le Vieux Quaremont et deux fois le Paterberg en faisant deux circuits distincts entre chaque ascension. Le tour final débute à 45 km de l'arrivée. Le Koppenberg, puis le Steenbeekdries, le Taaienberg, le Kruisberg sont escaladés avant d'atteindre pour la dernière fois le Vieux Quaremont suivi du Paterberg qui est placé à 13 km du but. L'arrivée est située dans la Minderbroederstraat d'Audemarde.
Comparé à l'édition précédente, le Tiegemberg, qui était la première ascension, est enlevé. Dans le final, un seul changement est réalisé : le secteur pavé d'Holleweg (nl) est remplacé par celui de Jagerij à cause de travaux en cours. L'objectif est de conserver le Molenberg dans le circuit,.

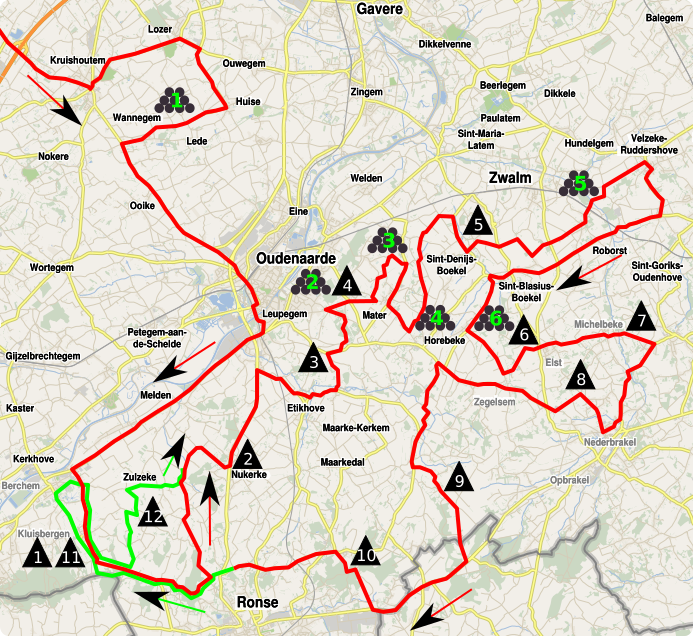
- Premier tour de circuit - Transition vers le deuxième tour de circuit Note: Oudenaarde est le nom néerlandais d'Audenarde et Ronse celui de Renaix
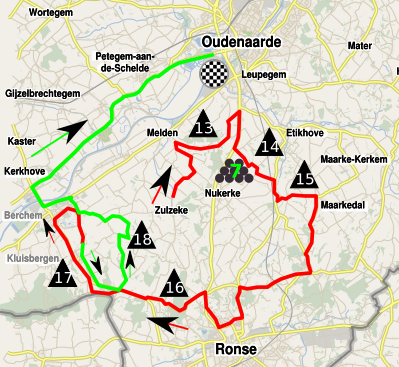
- Deuxième tour de circuit - Final
Profil du parcours

Dix-huit monts sont au programme de cette édition, pour la plupart recouverts de pavés :
| Mont | Nom             | Km    | Revêtement | Longueur (m) | Pente moyenne | Pente maxi | Km de l'arrivée |
| ---- | --------------- | ----- | ---------- | ------------ | ------------- | ---------- | --------------- |
| 1    | Vieux Quaremont | 103,1 | pavés      | 2 220        | 4 %           | 11,6 %     | 151,9           |
| 2    | Kortekeer (nl)  | 113,6 | asphalte   | 1 000        | 6,4 %         | 17 %       | 141,4           |
| 3    | Eikenberg       | 121,3 | pavés      | 1 200        | 5,2 %         | 10 %       | 133,7           |
| 4    | Wolvenberg      | 124,4 | asphalte   | 645          | 7,9 %         | 17,3 %     | 130,6           |
| 5    | Molenberg       | 136,6 | pavés      | 463          | 7 %           | 14,2 %     | 118,4           |
| 6    | Leberg          | 157,1 | asphalte   | 950          | 4,2 %         | 13,8 %     | 97,9            |
| 7    | Berendries      | 161,2 | asphalte   | 940          | 7 %           | 12,3 %     | 93,8            |
| 8    | Valkenberg      | 166,5 | asphalte   | 540          | 8,1 %         | 12,8 %     | 88,5            |
| 9    | Kaperij (nl)    | 177,1 | pavés      | 1 000        | 5,5 %         | 9 %        | 77,9            |
| 10   | Kanarieberg     | 184,5 | asphalte   | 1 000        | 7,7 %         | 14 %       | 70,5            |
| 11   | Vieux Quaremont | 200,4 | pavés      | 2 200        | 4 %           | 11,6 %     | 54,6            |
| 12   | Paterberg       | 203,8 | pavés      | 360          | 12,9 %        | 20,3 %     | 51,2            |
| 13   | Koppenberg      | 210,4 | pavés      | 600          | 11,6 %        | 22 %       | 44,6            |
| 14   | Steenbeekdries  | 215,8 | asphalte   | 700          | 5,3 %         | 6,7 %      | 39,2            |
| 15   | Taaienberg      | 218,3 | pavés      | 530          | 6,6 %         | 15,8 %     | 36,7            |
| 16   | Kruisberg       | 228,5 | asphalte   | 2 500        | 5 %           | 9 %        | 26,5            |
| 17   | Vieux Quaremont | 238,3 | pavés      | 2 200        | 4 %           | 11,6 %     | 16,7            |
| 18   | Paterberg       | 241,8 | pavés      | 360          | 12,9 %        | 20,3 %     | 13,2            |

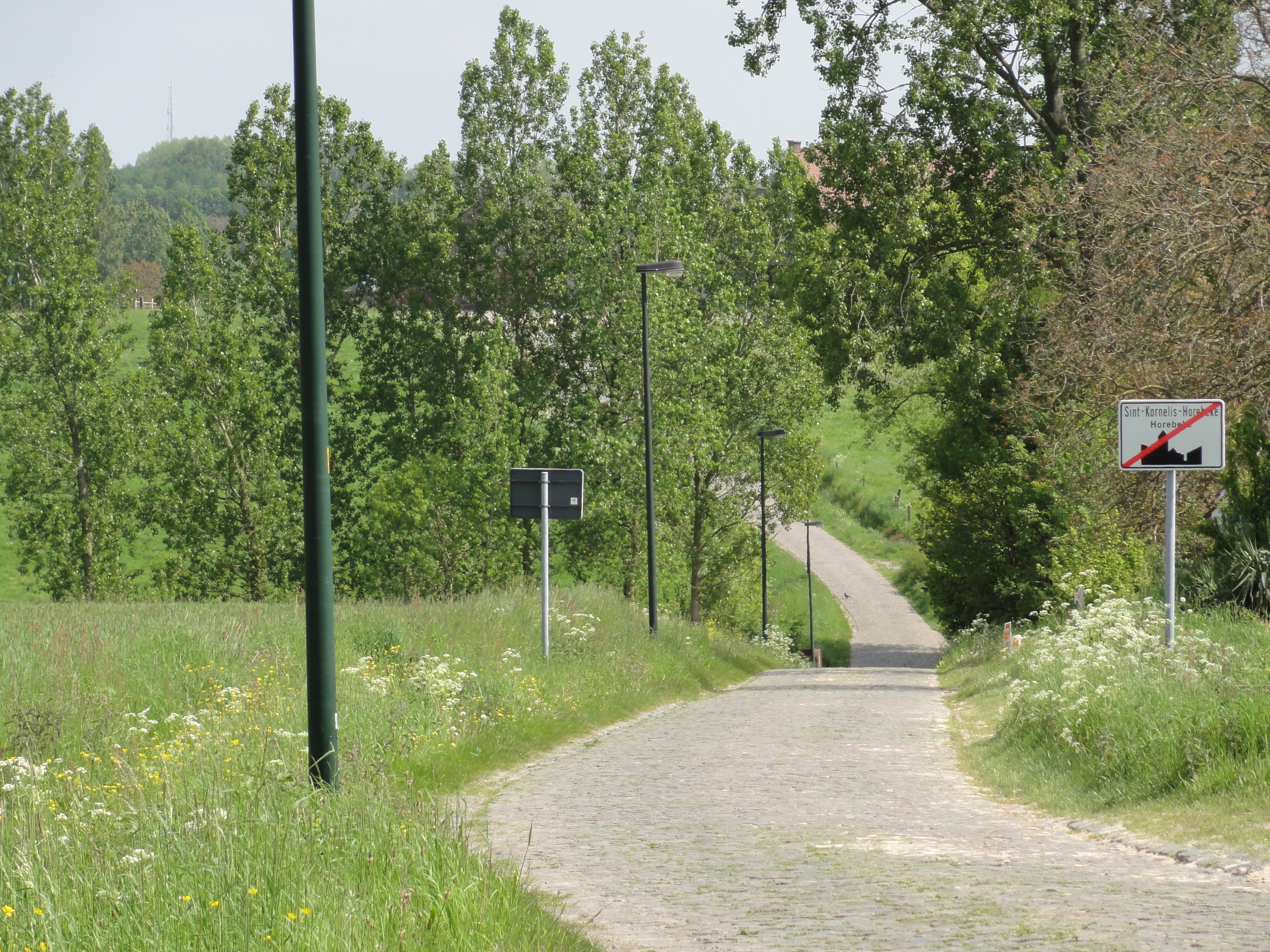
Haaghoek à Hoorebeke-Saint-Corneille est l'avant-dernier secteur pavé de la course, à 101 km de l'arrivée.

En plus des traditionnels monts, il y a sept secteurs pavés répartis sur 130 km :
| Secteur | Nom                | Km    | Longueur (m) | Km de l'arrivée |
| ------- | ------------------ | ----- | ------------ | --------------- |
| 1       | Huisepontweg       | 81,7  | 1 600        | 173,3           |
| 2       | Ruitersstraat (nl) | 124,5 | 800          | 130,5           |
| 3       | Kerkgate           | 127,8 | 2 650        | 127,2           |
| 4       | Jagerij            | 130,9 | 800          | 124,1           |
| 5       | Paddestraat        | 141,5 | 2 300        | 113,5           |
| 6       | Haaghoek (nl)      | 154,1 | 2 000        | 100,9           |
| 7       | Mariaborrestraat   | 214,5 | 2 000        | 40,5            |

À ces derniers s'ajoutent cinq autres secteurs pavés non répertoriés tels que Neringenstraat, De La Kethulleplein (50 m), Borstekouterstraat (300 m), Kaperij (450 m) et Oudestraat (nl) (450 m).

### Autour de la course
Au niveau événementiel, il n'y a plus de « Dorp van de Ronde », village du Tour. Une commémoration est prévue par contre à Tielt en l'honneur de Albéric Schotte, recordman du nombre de participations à l'épreuve, et de Roger Decock, plus vieux vainqueur vivant du Tour des Flandres. D'autres vainqueurs, comme Eddy Merckx seront également récompensés.
Afin de célébrer cette centième édition, une vaste campagne promotionnelle est mise en place. Le terminal Pier B de l'aéroport de Bruxelles est ainsi complètement décoré aux couleurs de l'épreuve jusqu'en mai 2016.

### Équipes
En tant qu'épreuve World Tour, les dix-huit WorldTeams participent à la course. De plus l'organisateur a invité sept autres équipes.
Vingt-cinq équipes participent à ce Tour des Flandres - dix-huit WorldTeams et sept équipes continentales professionnelles :
| WorldTeams (18)- AG2R La Mondiale - Astana - BMC Racing Team - Cannondale - Dimension Data - Etixx-Quick Step - FDJ - Giant-Alpecin - IAM Cycling - Katusha - Lampre-Merida - Lotto NL-Jumbo - Lotto-Soudal - Movistar Team - Orica-GreenEDGE - Sky - Tinkoff - Trek-Segafredo Équipes continentales professionnelles (7)- Bora-Argon 18 - CCC Sprandi Polkowice - Direct Énergie - Roompot-Oranje Peloton - Southeast-Venezuela - Topsport Vlaanderen-Baloise - Wanty-Groupe Gobert |
| |

### Favoris
Quatre anciens vainqueurs du Tour des Flandres sont attendus sur l'épreuve : deux triples vainqueurs à savoir le Belge Tom Boonen (Etixx-Quick Step) et le Suisse Fabian Cancellara (Trek-Segafredo), le double lauréat belge Stijn Devolder (Trek-Segafredo) et le tenant du titre le Norvégien Alexander Kristoff (Katusha). Le Slovaque Peter Sagan (Tinkoff), champion du monde, vainqueur du dernier Gand-Wevelgem, le Polonais Michał Kwiatkowski (Sky), ancien champion du monde et vainqueur du récent Grand Prix E3, et le spécialiste des classiques le Belge Greg Van Avermaet (BMC Racing) sont également considérés comme favoris.

## Récit de la course
La course est marquée par les abandons sur chute des Belges Greg Van Avermaet (BMC Racing) et Tiesj Benoot (Lotto-Soudal) et du Français Arnaud Démare (FDJ). À 32 km de l'arrivée le Polonais Michał Kwiatkowski (Sky) s'échappe du groupe des favoris, suivi par le Slovaque Peter Sagan (Tinkoff) et le Belge Sep Vanmarcke (Lotto NL-Jumbo). Dans le dernier passage du Vieux Quaremont, Michał Kwiatkowski ne parvient pas à suivre le rythme imprimé par Peter Sagan tandis que le Suisse Fabian Cancellara (Trek-Segafredo) s'extirpe du groupe des poursuivants. Dans l'ultime mont de l'épreuve, le Paterberg, Peter Sagan distance Sep Vanmarcke. Ce dernier se fait rejoindre par Fabian Cancellara. Ce duo ne revient pas sur Peter Sagan qui remporte en solitaire le premier monument de sa carrière.

## Classements

### Classement final

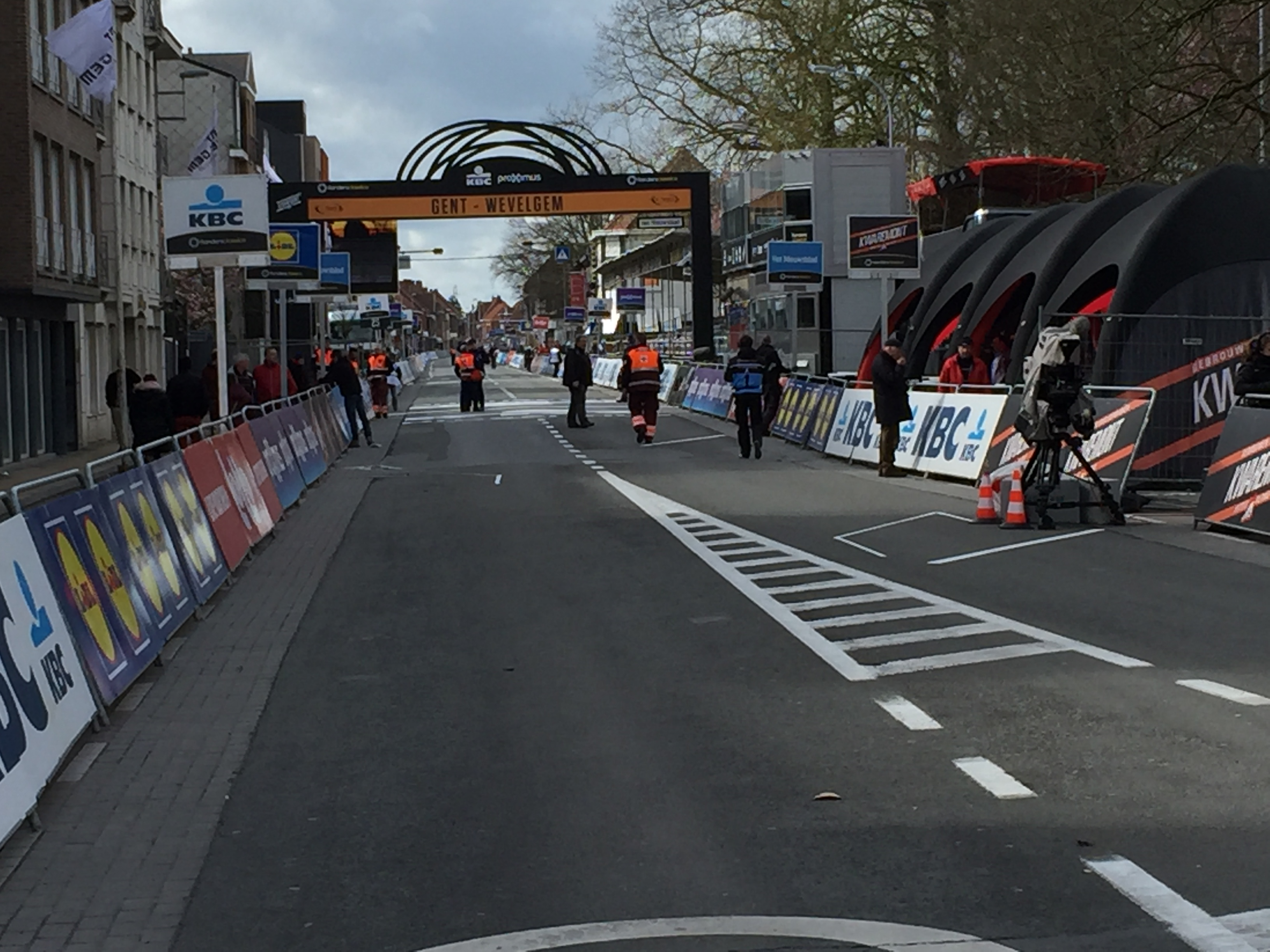
La ligne d'arrivée.

| \| Classement général \| Classement général \| Classement général \| Classement général \| Classement général \| \| Coureur \| Coureur \| Pays \| Équipe \| Temps \| \| ------------------ \| ------------------ \| ------------------ \| ------------------- \| ------------------ \| \| 1er \| Peter Sagan \| Slovaquie \| Tinkoff \| 6 h 10 min 37 s \| \| 2e \| Fabian Cancellara \| Suisse \| Trek-Segafredo \| + 25 s \| \| 3e \| Sep Vanmarcke \| Belgique \| LottoNL-Jumbo \| + 28 s \| \| 4e \| Alexander Kristoff \| Norvège \| Katusha \| + 49 s \| \| 5e \| Luke Rowe \| Royaume-Uni \| Team Sky \| + 49 s \| \| 6e \| Dylan van Baarle \| Pays-Bas \| Cannondale \| + 49 s \| \| 7e \| Imanol Erviti \| Espagne \| Movistar Team \| + 49 s \| \| 8e \| Zdeněk Štybar \| Tchéquie \| Etixx-Quick Step \| + 49 s \| \| 9e \| Dimitri Claeys \| Belgique \| Wanty-Groupe Gobert \| + 49 s \| \| 10e \| Niki Terpstra \| Pays-Bas \| Etixx-Quick Step \| + 49 s \| \| 11e \| Lars Boom \| Pays-Bas \| Astana \| + 49 s \| \| 12e \| Geraint Thomas \| Royaume-Uni \| Team Sky \| + 49 s \| \| 13e \| Stijn Vandenbergh \| Belgique \| Etixx-Quick Step \| + 56 s \| \| 14e \| Alexey Lutsenko \| Kazakhstan \| Astana \| + 1 min 00 s \| \| 15e \| Tom Boonen \| Belgique \| Etixx-Quick Step \| + 1 min 00 s \| \| 16e \| Daniel Oss \| Italie \| BMC Racing Team \| + 1 min 02 s \| \| 17e \| Jürgen Roelandts \| Belgique \| Lotto-Soudal \| + 1 min 16 s \| \| 18e \| Laurens De Vreese \| Belgique \| Astana \| + 1 min 16 s \| \| 19e \| Jempy Drucker \| Luxembourg \| BMC Racing Team \| + 1 min 16 s \| \| 20e \| Scott Thwaites \| Royaume-Uni \| Bora-Argon 18 \| + 1 min 16 s \| |                    |             |                     |                 |
| |                    |             |                     |                 |
| Sources : ProCyclingStats Cycling Quotient Cycling Archives |                    |             |                     |                 |
| Classement général |                    |             |                     |                 |
| Coureur | Coureur            | Pays        | Équipe              | Temps           |
| 1er | Peter Sagan        | Slovaquie   | Tinkoff             | 6 h 10 min 37 s |
| 2e | Fabian Cancellara  | Suisse      | Trek-Segafredo      | + 25 s          |
| 3e | Sep Vanmarcke      | Belgique    | LottoNL-Jumbo       | + 28 s          |
| 4e | Alexander Kristoff | Norvège     | Katusha             | + 49 s          |
| 5e | Luke Rowe          | Royaume-Uni | Team Sky            | + 49 s          |
| 6e | Dylan van Baarle   | Pays-Bas    | Cannondale          | + 49 s          |
| 7e | Imanol Erviti      | Espagne     | Movistar Team       | + 49 s          |
| 8e | Zdeněk Štybar      | Tchéquie    | Etixx-Quick Step    | + 49 s          |
| 9e | Dimitri Claeys     | Belgique    | Wanty-Groupe Gobert | + 49 s          |
| 10e | Niki Terpstra      | Pays-Bas    | Etixx-Quick Step    | + 49 s          |
| 11e | Lars Boom          | Pays-Bas    | Astana              | + 49 s          |
| 12e | Geraint Thomas     | Royaume-Uni | Team Sky            | + 49 s          |
| 13e | Stijn Vandenbergh  | Belgique    | Etixx-Quick Step    | + 56 s          |
| 14e | Alexey Lutsenko    | Kazakhstan  | Astana              | + 1 min 00 s    |
| 15e | Tom Boonen         | Belgique    | Etixx-Quick Step    | + 1 min 00 s    |
| 16e | Daniel Oss         | Italie      | BMC Racing Team     | + 1 min 02 s    |
| 17e | Jürgen Roelandts   | Belgique    | Lotto-Soudal        | + 1 min 16 s    |
| 18e | Laurens De Vreese  | Belgique    | Astana              | + 1 min 16 s    |
| 19e | Jempy Drucker      | Luxembourg  | BMC Racing Team     | + 1 min 16 s    |
| 20e | Scott Thwaites     | Royaume-Uni | Bora-Argon 18       | + 1 min 16 s    |

### UCI World Tour
Ce Tour des Flandres attribue des points pour l'UCI World Tour 2016, par équipes uniquement aux équipes ayant un label WorldTeam, individuellement uniquement aux coureurs des équipes ayant un label WorldTeam.
| Position           | 1er | 2e | 3e | 4e | 5e | 6e | 7e | 8e | 9e | 10e |
| Classement général | 100 | 80 | 70 | 60 | 50 | 40 | 30 | 20 | 10 | 4   |

Ainsi Peter Sagan (1er) remporte 100 points, Fabian Cancellara (2e) 80 pts, Sep Vanmarcke (3e) 70 pts, Alexander Kristoff (4e) 60 pts, Luke Rowe (5e) 50 pts, Dylan van Baarle (6e) 40 pts, Imanol Erviti (7e) 30 pts, Zdeněk Štybar (8e) 20 pts et Niki Terpstra (10e) 4 pts. De plus Dimitri Claeys (9e) ne remporte pas de points car il ne fait pas partie d'équipes WorldTeams.

#### Classement individuel
Ci-dessous, le classement individuel de l'UCI World Tour à l'issue de la course,.
| Rang | Coureur            | Équipe          | Points |
| ---- | ------------------ | --------------- | ------ |
| 1    | Peter Sagan        | Tinkoff         | 329    |
| 2    | Richie Porte       | BMC Racing      | 222    |
| 3    | Alberto Contador   | Tinkoff         | 171    |
| 4    | Fabian Cancellara  | Trek-Segafredo  | 166    |
| 5    | Greg Van Avermaet  | BMC Racing      | 162    |
| 6    | Sep Vanmarcke      | Lotto NL-Jumbo  | 141    |
| 7    | Arnaud Démare      | FDJ             | 137    |
| 8    | Sergio Henao       | Sky             | 115    |
| 9    | Simon Gerrans      | Orica-GreenEDGE | 113    |
| 10   | Alexander Kristoff | Katusha         | 106    |

#### Classement par pays
Ci-dessous, le classement par pays de l'UCI World Tour à l'issue de la course ainsi que le classement actualisé à la suite de l'annulation des résultats du Britannique Simon Yates (Orica-GreenEDGE) sur Paris-Nice.
| Rang | Pays        | Points |
| ---- | ----------- | ------ |
| 1    | Australie   | 450    |
| 2    | Belgique    | 431    |
| 3    | Slovaquie   | 329    |
| 4    | Royaume-Uni | 327    |
| 5    | Espagne     | 313    |
| 6    | France      | 264    |
| 7    | Colombie    | 253    |
| 8    | Suisse      | 238    |
| 9    | Russie      | 155    |
| 10   | Norvège     | 108    |

| Rang | Pays        | Points |
| ---- | ----------- | ------ |
| 1    | Australie   | 450    |
| 2    | Belgique    | 431    |
| 3    | Slovaquie   | 329    |
| 4    | Royaume-Uni | 316    |
| 5    | Espagne     | 313    |
| 6    | France      | 264    |
| 7    | Colombie    | 253    |
| 8    | Suisse      | 238    |
| 9    | Russie      | 155    |
| 10   | Norvège     | 108    |

#### Classement par équipes
Ci-dessous, le classement par équipes de l'UCI World Tour à l'issue de la course ainsi que le classement actualisé à la suite de l'annulation des résultats du Britannique Simon Yates (Orica-GreenEDGE) sur Paris-Nice.
| Rang | Équipe           | Points |
| ---- | ---------------- | ------ |
| 1    | Tinkoff          | 574    |
| 2    | Sky              | 463    |
| 3    | BMC Racing       | 448    |
| 4    | Katusha          | 271    |
| 5    | FDJ              | 262    |
| 6    | Etixx-Quick Step | 235    |
| 7    | Movistar         | 226    |
| 8    | Trek-Segafredo   | 214    |
| 9    | Orica-GreenEDGE  | 181    |
| 10   | Lotto-Soudal     | 146    |

| Rang | Équipe           | Points |
| ---- | ---------------- | ------ |
| 1    | Tinkoff          | 574    |
| 2    | Sky              | 463    |
| 3    | BMC Racing       | 448    |
| 4    | Katusha          | 271    |
| 5    | FDJ              | 262    |
| 6    | Etixx-Quick Step | 235    |
| 7    | Movistar         | 226    |
| 8    | Trek-Segafredo   | 214    |
| 9    | Orica-GreenEDGE  | 150    |
| 10   | Lotto-Soudal     | 146    |

## Liste des participants
- Liste de départ complète

| Légende | Légende                                                                    | Légende | Légende                                                    |
| ------- | -------------------------------------------------------------------------- | ------- | ---------------------------------------------------------- |
| Num     | Dossard de départ porté par le coureur sur ce Tour des Flandres            | Pos     | Position à l'arrivée de la course                          |
|         | Indique un maillot de champion national ou mondial, suivi de sa spécialité | NP      | Indique un coureur qui n'a pas pris le départ de la course |
| AB      | Indique un coureur qui n'a pas terminé la course                           | HD      | Indique un coureur qui a terminé la course hors des délais |

| Katusha KAT                         | Katusha KAT                  | Katusha KAT |
| ----------------------------------- | ---------------------------- | ----------- |
| Num                                 | Coureur                      | Pos         |
| 1                                   | Alexander Kristoff (NOR)     | 4e          |
| 2                                   | Nils Politt (GER)            | 89e         |
| 3                                   | Jacopo Guarnieri (ITA)       | 81e         |
| 4                                   | Marco Haller (AUT) (Route)   | 113e        |
| 5                                   | Alexey Tsatevitch (RUS)      | AB          |
| 6                                   | Viatcheslav Kouznetsov (RUS) | AB          |
| 7                                   | Sergueï Lagoutine (RUS)      | 116e        |
| 8                                   | Michael Mørkøv (DEN)         | 29e         |
| Directeur sportif : Torsten Schmidt |                              |             |

| Tinkoff TNK                         | Tinkoff TNK               | Tinkoff TNK |
| ----------------------------------- | ------------------------- | ----------- |
| Num                                 | Coureur                   | Pos         |
| 11                                  | Peter Sagan (SVK) (Route) | 1er         |
| 12                                  | Pavel Brutt (RUS)         | 86e         |
| 13                                  | Adam Blythe (GBR)         | AB          |
| 14                                  | Michal Kolář (SVK)        | AB          |
| 15                                  | Oscar Gatto (ITA)         | 26e         |
| 16                                  | Michael Gogl (AUT)        | 108e        |
| 17                                  | Juraj Sagan (SVK)         | 45e         |
| 18                                  | Nikolay Trusov (RUS)      | AB          |
| Directeur sportif : Lars Michaelsen |                           |             |

| Etixx-Quick Step EQS                 | Etixx-Quick Step EQS        | Etixx-Quick Step EQS |
| ------------------------------------ | --------------------------- | -------------------- |
| Num                                  | Coureur                     | Pos                  |
| 21                                   | Tom Boonen (BEL)            | 15e                  |
| 22                                   | Iljo Keisse (BEL)           | 99e                  |
| 23                                   | Nikolas Maes (BEL)          | 107e                 |
| 24                                   | Zdeněk Štybar (CZE)         | 8e                   |
| 25                                   | Niki Terpstra (NED) (Route) | 10e                  |
| 26                                   | Matteo Trentin (ITA)        | 34e                  |
| 27                                   | Stijn Vandenbergh (BEL)     | 13e                  |
| 28                                   | Tony Martin (GER)           | 112e                 |
| Directeur sportif : Wilfried Peeters |                             |                      |

| Lotto-Soudal LTS                  | Lotto-Soudal LTS       | Lotto-Soudal LTS |
| --------------------------------- | ---------------------- | ---------------- |
| Num                               | Coureur                | Pos              |
| 31                                | Jürgen Roelandts (BEL) | 17e              |
| 32                                | André Greipel (GER)    | 28e              |
| 33                                | Tiesj Benoot (BEL)     | AB               |
| 34                                | Pim Ligthart (NED)     | 63e              |
| 35                                | Lars Bak (DEN)         | 40e              |
| 36                                | Jelle Vanendert (BEL)  | AB               |
| 37                                | Marcel Sieberg (GER)   | 43e              |
| 38                                | Jasper De Buyst (BEL)  | 41e              |
| Directeur sportif : Herman Frison |                        |                  |

| Trek-Segafredo TFS             | Trek-Segafredo TFS      | Trek-Segafredo TFS |
| ------------------------------ | ----------------------- | ------------------ |
| Num                            | Coureur                 | Pos                |
| 41                             | Fabian Cancellara (SUI) | 2e                 |
| 42                             | Stijn Devolder (BEL)    | 94e                |
| 43                             | Jasper Stuyven (BEL)    | 118e               |
| 44                             | Yaroslav Popovych (UKR) | 79e                |
| 45                             | Grégory Rast (SUI)      | AB                 |
| 46                             | Markel Irizar (ESP)     | 80e                |
| 47                             | Edward Theuns (BEL)     | 38e                |
| 48                             | Marco Coledan (ITA)     | AB                 |
| Directeur sportif : Dirk Demol |                         |                    |

| BMC Racing BMC                    | BMC Racing BMC          | BMC Racing BMC |
| --------------------------------- | ----------------------- | -------------- |
| Num                               | Coureur                 | Pos            |
| 51                                | Greg Van Avermaet (BEL) | AB             |
| 52                                | Jempy Drucker (LUX)     | 19e            |
| 53                                | Stefan Küng (SUI)       | 60e            |
| 54                                | Daniel Oss (ITA)        | 16e            |
| 55                                | Taylor Phinney (USA)    | 61e            |
| 56                                | Manuel Quinziato (ITA)  | AB             |
| 57                                | Michael Schär (SUI)     | AB             |
| 58                                | Marcus Burghardt (GER)  | AB             |
| Directeur sportif : Fabio Baldato |                         |                |

| Lotto NL-Jumbo TLJ                 | Lotto NL-Jumbo TLJ       | Lotto NL-Jumbo TLJ |
| ---------------------------------- | ------------------------ | ------------------ |
| Num                                | Coureur                  | Pos                |
| 61                                 | Sep Vanmarcke (BEL)      | 3e                 |
| 62                                 | Bram Tankink (NED)       | AB                 |
| 63                                 | Mike Teunissen (NED)     | 56e                |
| 64                                 | Maarten Tjallingii (NED) | 95e                |
| 65                                 | Tom Van Asbroeck (BEL)   | 39e                |
| 66                                 | Timo Roosen (NED)        | 48e                |
| 67                                 | Robert Wagner (GER)      | AB                 |
| 68                                 | Maarten Wynants (BEL)    | 91e                |
| Directeur sportif : Nico Verhoeven |                          |                    |

| Sky SKY                            | Sky SKY                  | Sky SKY |
| ---------------------------------- | ------------------------ | ------- |
| Num                                | Coureur                  | Pos     |
| 71                                 | Michał Kwiatkowski (POL) | 27e     |
| 72                                 | Christian Knees (GER)    | 72e     |
| 73                                 | Michał Gołaś (POL)       | 101e    |
| 74                                 | Salvatore Puccio (ITA)   | 82e     |
| 75                                 | Luke Rowe (GBR)          | 5e      |
| 76                                 | Ian Stannard (GBR)       | 32e     |
| 77                                 | Geraint Thomas (GBR)     | 12e     |
| 78                                 | Gianni Moscon (ITA)      | 77e     |
| Directeur sportif : Servais Knaven |                          |         |

| Dimension Data DDD                          | Dimension Data DDD                 | Dimension Data DDD |
| ------------------------------------------- | ---------------------------------- | ------------------ |
| Num                                         | Coureur                            | Pos                |
| 81                                          | Edvald Boasson Hagen (NOR) (Route) | 23e                |
| 82                                          | Matthew Brammeier (IRL)            | AB                 |
| 83                                          | Nicolas Dougall (RSA)              | AB                 |
| 84                                          | Bernhard Eisel (AUT)               | AB                 |
| 85                                          | Tyler Farrar (USA)                 | 117e               |
| 86                                          | Reinardt Janse van Rensburg (RSA)  | 88e                |
| 87                                          | Mark Renshaw (AUS)                 | AB                 |
| 88                                          | Jay Robert Thomson (RSA)           | AB                 |
| Directeur sportif : Jean-Pierre Heynderickx |                                    |                    |

| AG2R La Mondiale ALM              | AG2R La Mondiale ALM     | AG2R La Mondiale ALM |
| --------------------------------- | ------------------------ | -------------------- |
| Num                               | Coureur                  | Pos                  |
| 91                                | Gediminas Bagdonas (LTU) | AB                   |
| 92                                | Maxime Daniel (FRA)      | AB                   |
| 93                                | Damien Gaudin (FRA)      | 31e                  |
| 94                                | Nico Denz (GER)          | AB                   |
| 95                                | Hugo Houle (CAN)         | 111e                 |
| 96                                | Sébastien Minard (FRA)   | 78e                  |
| 97                                | Jesse Sergent (NZL)      | 57e                  |
| 98                                | Sébastien Turgot (FRA)   | AB                   |
| Directeur sportif : Julien Jurdie |                          |                      |

| Astana AST                         | Astana AST              | Astana AST |
| ---------------------------------- | ----------------------- | ---------- |
| Num                                | Coureur                 | Pos        |
| 101                                | Lars Boom (NED)         | 11e        |
| 102                                | Laurens De Vreese (BEL) | 18e        |
| 103                                | Jakob Fuglsang (DEN)    | 25e        |
| 104                                | Andriy Grivko (UKR)     | AB         |
| 105                                | Alexey Lutsenko (KAZ)   | 14e        |
| 106                                | Gatis Smukulis (LAT)    | 54e        |
| 107                                | Dmitriy Gruzdev (KAZ)   | 84e        |
| 108                                | Lieuwe Westra (NED)     | AB         |
| Directeur sportif : Stefano Zanini |                         |            |

| Cannondale CPT                    | Cannondale CPT             | Cannondale CPT |
| --------------------------------- | -------------------------- | -------------- |
| Num                               | Coureur                    | Pos            |
| 111                               | Jack Bauer (NZL)           | AB             |
| 112                               | Alberto Bettiol (ITA)      | AB             |
| 113                               | Alan Marangoni (ITA)       | 76e            |
| 114                               | Matti Breschel (DEN)       | AB             |
| 115                               | Sebastian Langeveld (NED)  | 114e           |
| 116                               | Kristoffer Skjerping (NOR) | AB             |
| 117                               | Toms Skujiņš (LAT)         | 55e            |
| 118                               | Dylan van Baarle (NED)     | 6e             |
| Directeur sportif : Andreas Klier |                            |                |

| FDJ                                  | FDJ                       | FDJ  |
| ------------------------------------ | ------------------------- | ---- |
| Num                                  | Coureur                   | Pos  |
| 121                                  | Arnaud Démare (FRA)       | AB   |
| 122                                  | Mickaël Delage (FRA)      | 44e  |
| 123                                  | Murilo Fischer (BRA)      | 96e  |
| 124                                  | Marc Sarreau (FRA)        | AB   |
| 125                                  | Ignatas Konovalovas (LTU) | 110e |
| 126                                  | Matthieu Ladagnous (FRA)  | AB   |
| 127                                  | Johan Le Bon (FRA)        | AB   |
| 128                                  | Olivier Le Gac (FRA)      | 97e  |
| Directeur sportif : Frédéric Guesdon |                           |      |

| IAM                               | IAM                               | IAM |
| --------------------------------- | --------------------------------- | --- |
| Num                               | Coureur                           | Pos |
| 131                               | Heinrich Haussler (AUS)           | AB  |
| 132                               | Martin Elmiger (SUI)              | AB  |
| 133                               | Dries Devenyns (BEL)              | AB  |
| 134                               | Reto Hollenstein (SUI)            | 68e |
| 135                               | Roger Kluge (GER)                 | 42e |
| 136                               | Vegard Stake Laengen (NOR)        | 70e |
| 137                               | Oliver Naesen (BEL)               | 22e |
| 138                               | Aleksejs Saramotins (LAT) (Route) | AB  |
| Directeur sportif : Eddy Seigneur |                                   |     |

| Lampre-Merida LAM                | Lampre-Merida LAM           | Lampre-Merida LAM |
| -------------------------------- | --------------------------- | ----------------- |
| Num                              | Coureur                     | Pos               |
| 141                              | Davide Cimolai (ITA)        | AB                |
| 142                              | Xu Gang (CHN)               | AB                |
| 143                              | Chun Kai Feng (TPE) (Route) | AB                |
| 144                              | Roberto Ferrari (ITA)       | AB                |
| 145                              | Marko Kump (SLO)            | AB                |
| 146                              | Sacha Modolo (ITA)          | AB                |
| 147                              | Luka Pibernik (SLO) (Route) | AB                |
| 148                              | Federico Zurlo (ITA)        | 104e              |
| Directeur sportif : Mario Scirea |                             |                   |

| Movistar MOV                                   | Movistar MOV            | Movistar MOV |
| ---------------------------------------------- | ----------------------- | ------------ |
| Num                                            | Coureur                 | Pos          |
| 151                                            | Andrey Amador (CRC)     | 64e          |
| 152                                            | Jorge Arcas (ESP)       | AB           |
| 153                                            | Nélson Oliveira (POR)   | AB           |
| 154                                            | Juan José Lobato (ESP)  | 35e          |
| 155                                            | Dayer Quintana (COL)    | AB           |
| 156                                            | Imanol Erviti (ESP)     | 7e           |
| 157                                            | Jasha Sütterlin (GER)   | 50e          |
| 158                                            | Francisco Ventoso (ESP) | AB           |
| Directeur sportif : José Vicente García Acosta |                         |              |

| Orica-GreenEDGE OGE                 | Orica-GreenEDGE OGE       | Orica-GreenEDGE OGE |
| ----------------------------------- | ------------------------- | ------------------- |
| Num                                 | Coureur                   | Pos                 |
| 161                                 | Sam Bewley (NZL)          | AB                  |
| 162                                 | Mitchell Docker (AUS)     | 90e                 |
| 163                                 | Luke Durbridge (AUS)      | 71e                 |
| 164                                 | Jack Haig (AUS)           | AB                  |
| 165                                 | Luka Mezgec (SLO)         | 36e                 |
| 166                                 | Jens Keukeleire (BEL)     | 21e                 |
| 167                                 | Magnus Cort Nielsen (DEN) | 53e                 |
| 168                                 | Svein Tuft (CAN)          | AB                  |
| Directeur sportif : Laurenzo Lapage |                           |                     |

| Giant-Alpecin TGA             | Giant-Alpecin TGA          | Giant-Alpecin TGA |
| ----------------------------- | -------------------------- | ----------------- |
| Num                           | Coureur                    | Pos               |
| 171                           | Søren Kragh Andersen (DEN) | AB                |
| 172                           | Nikias Arndt (GER)         | AB                |
| 173                           | Roy Curvers (NED)          | 65e               |
| 174                           | Bert De Backer (BEL)       | 67e               |
| 175                           | Koen de Kort (NED)         | AB                |
| 176                           | Ramon Sinkeldam (NED)      | 93e               |
| 177                           | Albert Timmer (NED)        | AB                |
| 178                           | Zico Waeytens (BEL)        | 87e               |
| Directeur sportif : Marc Reef |                            |                   |

| Topsport Vlaanderen-Baloise TSV       | Topsport Vlaanderen-Baloise TSV | Topsport Vlaanderen-Baloise TSV |
| ------------------------------------- | ------------------------------- | ------------------------------- |
| Num                                   | Coureur                         | Pos                             |
| 181                                   | Preben Van Hecke (BEL) (Route)  | 74e                             |
| 182                                   | Tim Declercq (BEL)              | 62e                             |
| 183                                   | Jonas Rickaert (BEL)            | AB                              |
| 184                                   | Stijn Steels (BEL)              | 51e                             |
| 185                                   | Amaury Capiot (BEL)             | AB                              |
| 186                                   | Gijs Van Hoecke (BEL)           | 30e                             |
| 187                                   | Bert Van Lerberghe (BEL)        | AB                              |
| 188                                   | Pieter Vanspeybrouck (BEL)      | AB                              |
| Directeur sportif : Walter Planckaert |                                 |                                 |

| Wanty-Groupe Gobert WGG                      | Wanty-Groupe Gobert WGG | Wanty-Groupe Gobert WGG |
| -------------------------------------------- | ----------------------- | ----------------------- |
| Num                                          | Coureur                 | Pos                     |
| 191                                          | Marco Marcato (ITA)     | 24e                     |
| 192                                          | Frederik Backaert (BEL) | 49e                     |
| 193                                          | Jérôme Baugnies (BEL)   | AB                      |
| 194                                          | Dimitri Claeys (BEL)    | 9e                      |
| 195                                          | Kenny Dehaes (BEL)      | AB                      |
| 196                                          | Tom Devriendt (BEL)     | 37e                     |
| 197                                          | Björn Thurau (GER)      | 83e                     |
| 198                                          | Kévin Van Melsen (BEL)  | AB                      |
| Directeur sportif : Hilaire Van der Schueren |                         |                         |

| Bora-Argon 18 BOA                 | Bora-Argon 18 BOA         | Bora-Argon 18 BOA |
| --------------------------------- | ------------------------- | ----------------- |
| Num                               | Coureur                   | Pos               |
| 201                               | Shane Archbold (NZL)      | AB                |
| 202                               | Jan Bárta (CZE)           | 85e               |
| 203                               | Zakkari Dempster (AUS)    | 58e               |
| 204                               | Ralf Matzka (GER)         | AB                |
| 205                               | Michael Schwarzmann (GER) | AB                |
| 206                               | Lukas Pöstlberger (AUT)   | AB                |
| 207                               | Andreas Schillinger (GER) | 73e               |
| 208                               | Scott Thwaites (GBR)      | 20e               |
| Directeur sportif : André Schulze |                           |                   |

| CCC Sprandi Polkowice CCC              | CCC Sprandi Polkowice CCC      | CCC Sprandi Polkowice CCC |
| -------------------------------------- | ------------------------------ | ------------------------- |
| Num                                    | Coureur                        | Pos                       |
| 211                                    | Tomasz Kiendyś (POL)           | 105e                      |
| 212                                    | Adrian Kurek (POL)             | 102e                      |
| 213                                    | Jarosław Marycz (POL)          | 69e                       |
| 214                                    | Nikolay Mihaylov (BUL) (Route) | AB                        |
| 215                                    | Josef Černý (CZE)              | 103e                      |
| 216                                    | Michał Paluta (POL)            | AB                        |
| 217                                    | Patryk Stosz (POL)             | AB                        |
| 218                                    | Simone Ponzi (ITA)             | 100e                      |
| Directeur sportif : Gabriele Missaglia |                                |                           |

| Direct Énergie DEN                    | Direct Énergie DEN     | Direct Énergie DEN |
| ------------------------------------- | ---------------------- | ------------------ |
| Num                                   | Coureur                | Pos                |
| 221                                   | Sylvain Chavanel (FRA) | 33e                |
| 222                                   | Romain Cardis (FRA)    | AB                 |
| 223                                   | Ryan Anderson (CAN)    | 109e               |
| 224                                   | Antoine Duchesne (CAN) | 52e                |
| 225                                   | Yohann Gène (FRA)      | 98e                |
| 226                                   | Julien Morice (FRA)    | AB                 |
| 227                                   | Adrien Petit (FRA)     | 46e                |
| 228                                   | Alexandre Pichot (FRA) | 66e                |
| Directeur sportif : Dominique Arnould |                        |                    |

| Roompot-Oranje Peloton ROP            | Roompot-Oranje Peloton ROP | Roompot-Oranje Peloton ROP |
| ------------------------------------- | -------------------------- | -------------------------- |
| Num                                   | Coureur                    | Pos                        |
| 231                                   | Jesper Asselman (NED)      | 106e                       |
| 232                                   | Berden de Vries (NED)      | 59e                        |
| 233                                   | Kai Reus (NED)             | AB                         |
| 234                                   | Michel Kreder (NED)        | 115e                       |
| 235                                   | Wesley Kreder (NED)        | AB                         |
| 236                                   | Ivar Slik (NED)            | AB                         |
| 237                                   | Sjoerd van Ginneken (NED)  | 47e                        |
| 238                                   | Pieter Weening (NED)       | 92e                        |
| Directeur sportif : Michel Cornelisse |                            |                            |

| Southeast-Venezuela STH           | Southeast-Venezuela STH | Southeast-Venezuela STH |
| --------------------------------- | ----------------------- | ----------------------- |
| Num                               | Coureur                 | Pos                     |
| 241                               | Filippo Pozzato (ITA)   | 75e                     |
| 242                               | Andrea Dal Col (ITA)    | AB                      |
| 243                               | Andrea Fedi (ITA)       | AB                      |
| 244                               | Giuseppe Fonzi (ITA)    | AB                      |
| 245                               | Matteo Draperi (ITA)    | AB                      |
| 246                               | Mirko Tedeschi (ITA)    | AB                      |
| 247                               | Mirko Trosino (ITA)     | AB                      |
| 248                               | Enrique Sanz (ESP)      | AB                      |
| Directeur sportif : Serge Parsani |                         |                         |